# الفردة (الحد)

تعديل مصدري - تعديل

الفردة هي إحدى قرى عزلة الحد بمديرية الحد التابعة لمحافظة لحج، بلغ تعداد سكانها 1293 نسمة حسب تعداد اليمن لعام 2004.